# Golubac

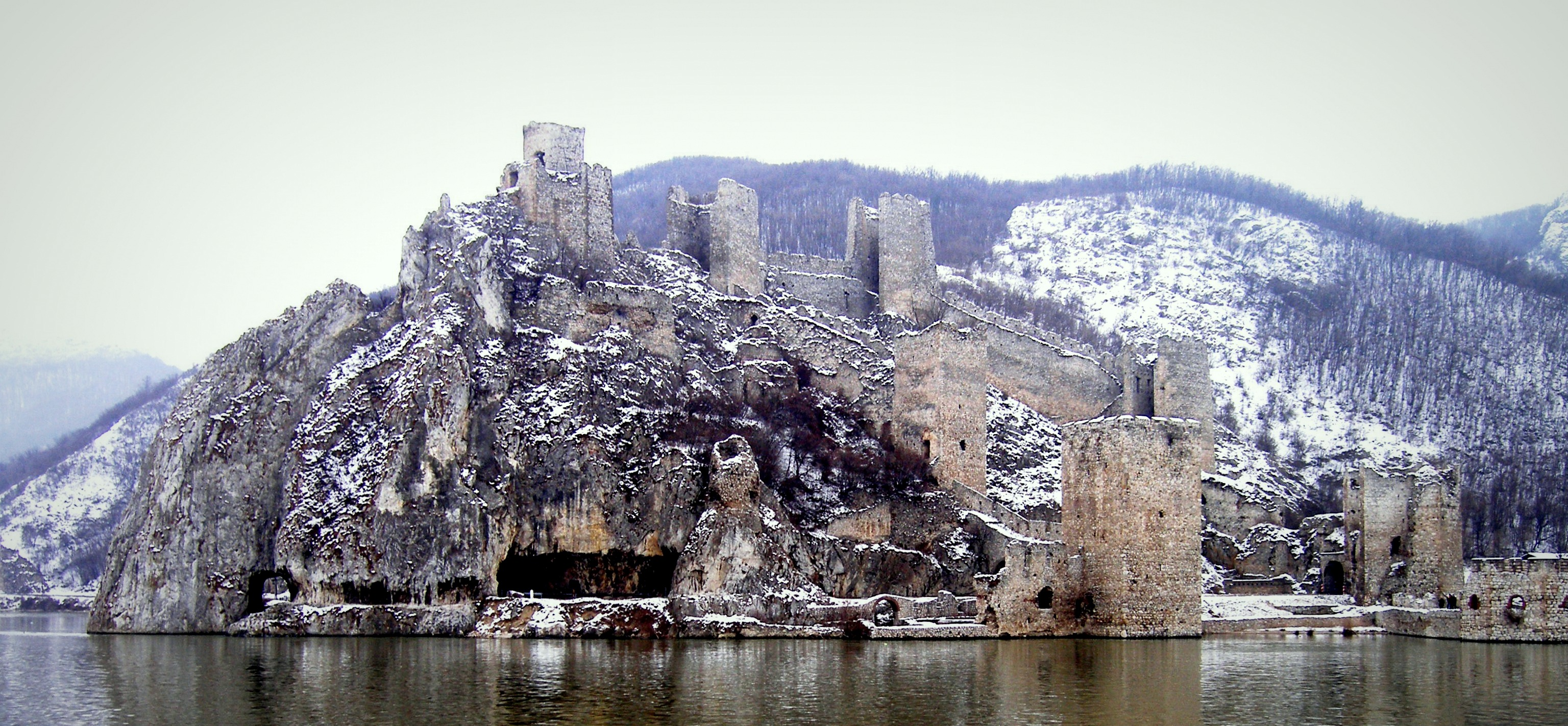
La Fortezza di Golubac

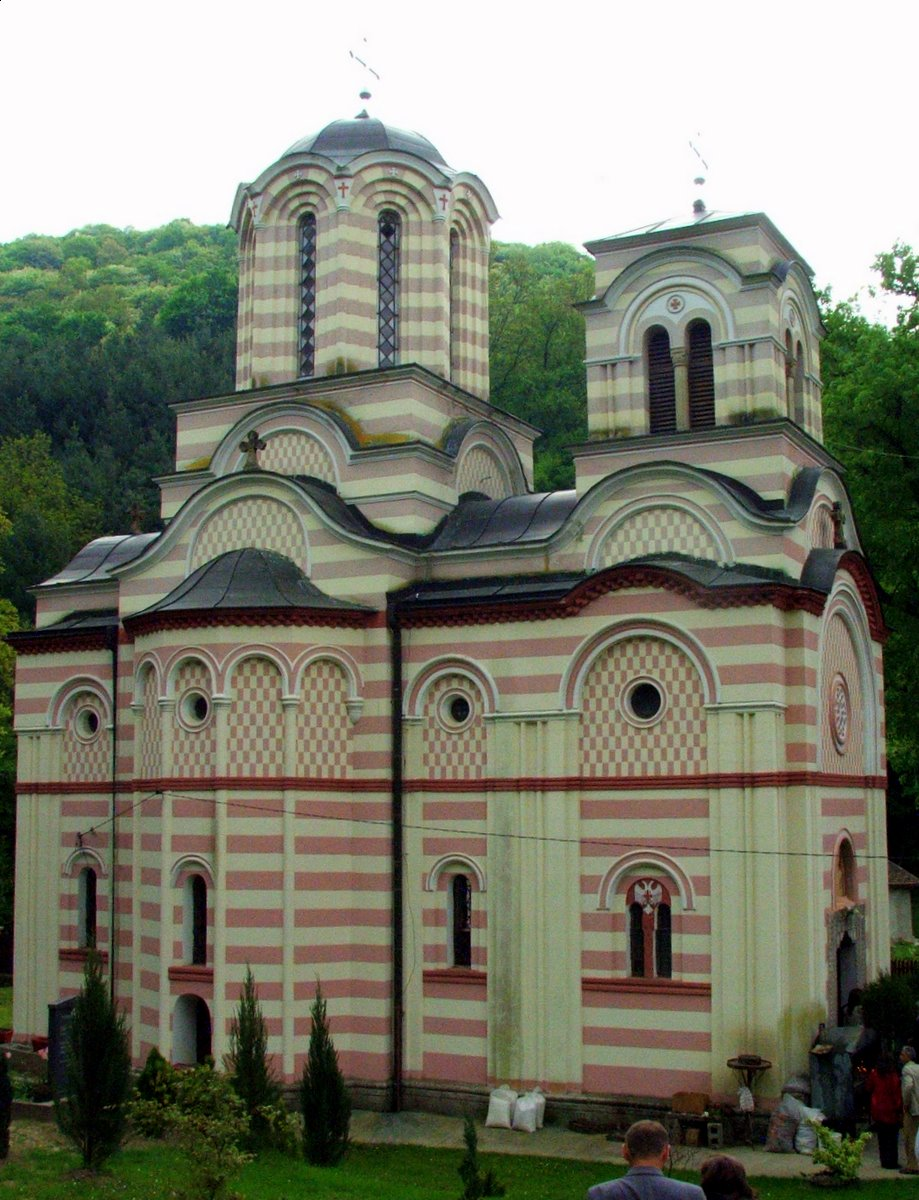
Monastero di Tumane

Golubac (in serbo Голубац?) è un villaggio e una municipalità del distretto di Braničevo nel nord-est della Serbia centrale. La città dà il nome anche a una montagna ed è situata sulla riva destra del Danubio.

## Municipalità
La municipalità di Golubac comprende, oltre a Golubac, anche i seguenti villaggi:
| - Barič - Bikinje - Braničevo - Brnjica - Dobra - Donja Kruševica - Dušmanić - Dvorište - Klenje - Krivača | - Kudreš - Maleševo - Miljević - Mrčkovac - Ponikve - Radoševac - Sladinac - Snegotin - Šuvajić - Usije | - Vinci - Vojilovo - Žitkovica |  |